# Distretto di Bafra

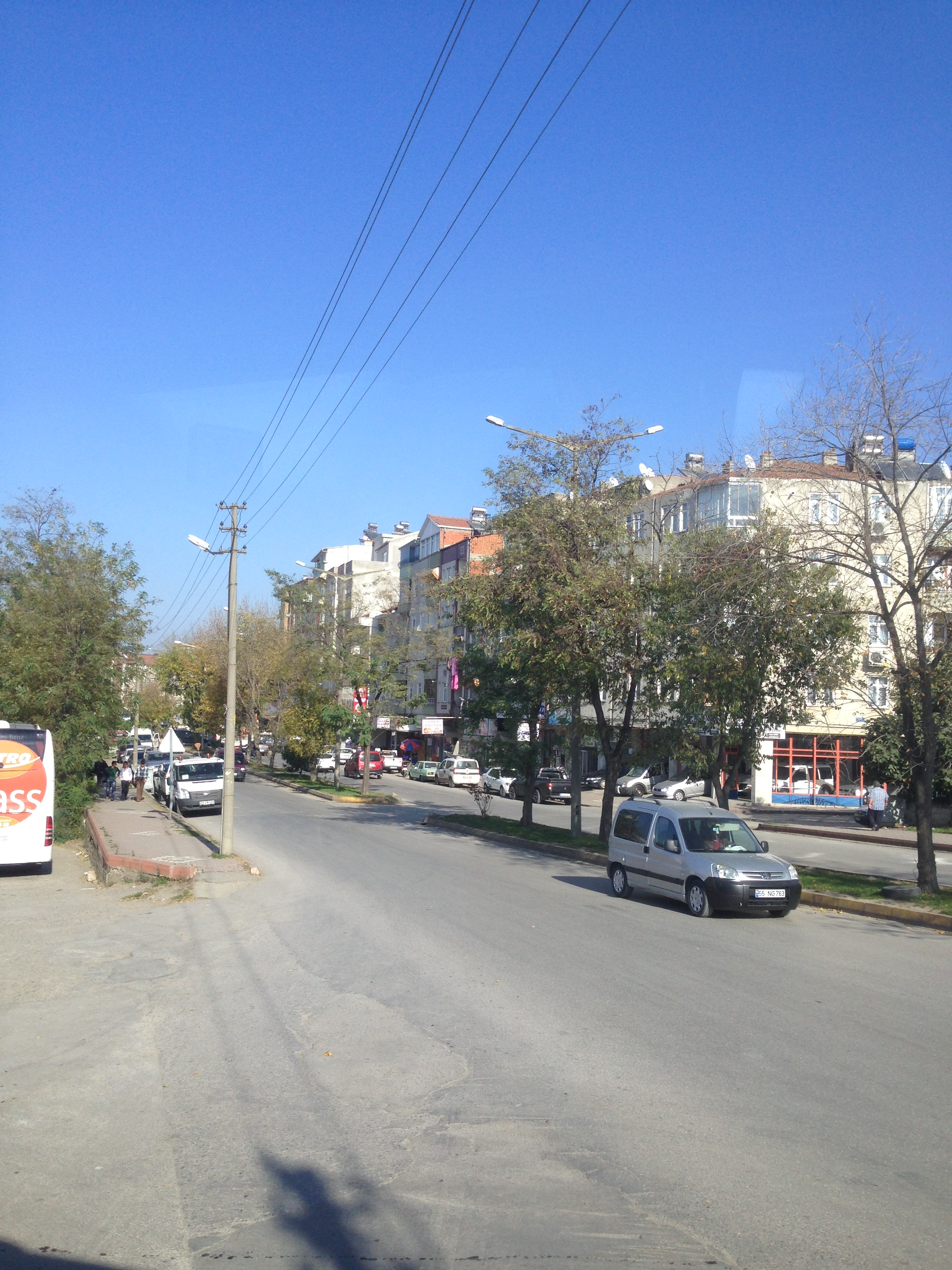
Panorama nella città di Bafra

Il distretto di Bafra (in turco Bafra ilçesi) è uno dei distretti della provincia di Samsun, in Turchia. Il suo capoluogo coincide con la città di Bafra.